# Ghode Mahadev
Ghode Mahadev (nep. घोडे महादेव) – gaun wikas samiti w zachodniej części Nepalu w strefie Karnali w dystrykcie Jumla. Według nepalskiego spisu powszechnego z 2001 roku liczył on 341 gospodarstw domowych i 2058 mieszkańców (954 kobiet i 1104 mężczyzn).